# Olena Derevianko
 (juin 2022).
La mise en forme du texte ne suit pas les recommandations de Wikipédia : il faut le « wikifier ».
Les points d'amélioration suivants sont les cas les plus fréquents :
- Les titres sont pré-formatés par le logiciel. Ils ne sont ni en capitales, ni en gras.
- Le texte ne doit pas être écrit en capitales (les noms de famille non plus), ni en gras, ni en italique, ni en « petit »…
- Le gras n'est utilisé que pour surligner le titre de l'article dans l'introduction, une seule fois.
- L'italique est rarement utilisé : mots en langue étrangère, titres d'œuvres, noms de bateaux, etc.
- Les citations ne sont pas en italique mais en corps de texte normal. Elles sont entourées par des guillemets français : « et ».
- Les listes à puces sont à éviter, des paragraphes rédigés étant largement préférés. Les tableaux sont à réserver à la présentation de données structurées (résultats, etc.).
- Les appels de note de bas de page (petits chiffres en exposant, introduits par l'outil «  Source ») sont à placer entre la fin de phrase et le point final[comme ça].
- Les liens internes (vers d'autres articles de Wikipédia) sont à choisir avec parcimonie. Créez des liens vers des articles approfondissant le sujet. Les termes génériques sans rapport avec le sujet sont à éviter, ainsi que les répétitions de liens vers un même terme.
- Les liens externes sont à placer uniquement dans une section « Liens externes », à la fin de l'article. Ces liens sont à choisir avec parcimonie suivant les règles définies. Si un lien sert de source à l'article, son insertion dans le texte est à faire par les notes de bas de page.
- La présentation des références doit suivre les conventions bibliographiques. Il est recommandé d'utiliser les modèles {{Ouvrage}}, {{Chapitre}}, {{Article}}, {{Lien web}} et/ou {{Bibliographie}}. Le mode d'édition visuel peut mettre en forme automatiquement les références.
- Insérer une infobox (cadre d'informations à droite) n'est pas obligatoire pour parachever la mise en page.

Pour une aide détaillée, merci de consulter Aide:Wikification.
Si vous pensez que ces points ont été résolus, vous pouvez retirer ce bandeau et améliorer la mise en forme d'un autre article.
Olena Derevianko (ukrainien : Олена Дерев'янко; née le 1er août 1974 à Kiev) est une universitaire ukrainienne, professeure de communications sociales à l'université nationale de Kharkiv et à l'université nationale des technologies alimentaires, publiciste et journaliste. Elle est cofondatrice de l'agence ukrainienne PR-service,.

## Biographie
Olena Derevianko est née à Kiev dans une famille de professeurs d'université en 1974 ; sa grand-mère enseignait la résistance des matériaux et sa mère enseignait l'économie. 
En 1996, elle est diplômée avec honneur de la Faculté d'économie de l'université économique nationale de Kiev. En 2018, Derevianko est devenu professeur à l'université nationale des technologies alimentaires.
Au cours de 1997-1998, elle a été lauréate d'une bourse du Cabinet des ministres de l'Ukraine pour des études de troisième cycle. 
En 2000, elle a obtenu un doctorat en économie, a soutenu la thèse sur la formation à la stratégie de gestion d'entreprise. 
En 2016, elle soutient la thèse de doctorat en sciences économiques et propose le modèle original de gestion de la réputation. Elle a obtenu un doctorat en économie politique à Zurich en 2019. 
Depuis 2020, Derevianko est professeur invité de communication sociale à l'université nationale de Kharkiv.

### Carrière
Olena Derevianko a commencé sa carrière en travaillant dans Business, Companion, Business News et d'autres revues économiques ukrainiennes. Depuis 2003, elle travaille dans les relations publiques, est devenue cofondatrice et associée directrice de PR-Service Agency,. 
Depuis 2007, Olena Derevianko est coordinatrice des relations publiques du groupe DCH et est devenue la vice-présidente de DCH. Elle est devenue vice-présidente de l'organisation publique pan-ukrainienne « Ligue ukrainienne pour les relations publiques » en 2007,. Depuis 2018, elle est présidente du comité des communications anti-crise de l'Association des professionnels de la sécurité d'entreprise d'Ukraine. En 2018, elle devient membre du Sénat économique européen. En 2019, Olena Derevianko est devenue la première représentante des pays d'Europe de l'Est au sein de l'équipe du Centre belge d'études sur la démocratie européenne.
En 2019, Derevianko a publié deux livres d'essais Essais sur les secondes réflexions. Essais sur le pouvoir, l'argent et le peuple à l'époque de la post-vérité,.

### Articles de journaux
- Derevianko, O. (2019). Reputation stability vs anti-crisis sustainability: Under what circumstances will innovations, media activities and CSR be in higher demand? Oeconomia Copernicana, 10(3), 511-536. doi:10.24136/oc.2019.025
- Derevianko, O. (2019). Corporate reputation management: theory and applied rating approach. Innovative entrepreneurship: approach to facing relevant socio-humanitarian and technological challenges collective monograph. I. M. Riepina, V. V. Lavrenenko, L. A. Petrenko et al. Lviv-Toruń : Liha-Pres, 118–141.
- Derevianko, O. (2019). Influence of reputation ratings on the perception of companies by stakeholders [in Ukrainian] Innovative entrepreneurship: state and prospects of development. Scientific-Practical Conf., March 29–30 Kyiv: KNEU, 2019. р.15–18.
- Derevianko, O. (2018). Stakeholder engagement to replace traditional activities in Reputation Management System: Insights from Ukrainian food processing companies. Problems and Perspectives in Management, 16(4), 314-330. doi:10.21511/ppm.16(4).2018.26
- Derevianko, O. (2017) Study of stability and antifragility of reputation in view of multi-vector character of reputation management of enterprises. EUREKA: Social and Humanities, No. 5, 48-56
- Derevianko, O. (2015) Organizational profiles of the system of reputation management of the food industry enterprises of Ukraine. In Ukrainian Business Inform, Volume 1, 363-372
- Derevianko, O. (2014). Identification of a company's reputation management model. Economic Annals-XXI. Volume 7-8, 92-94.
- Derevianko, O. (2014) System of Enterprise Reputation Management. Business Inform. Volume 3, 381–386.
- Derevianko, O. (2014) Management aspects of the company's reputation antifragility in Ukrainian. Scientific notes, Kyiv National Economic University named after Vadym Hetman. Issue 16, 74–80.
- Derevianko, O. (2013) Building stakeholders’ trust through key directions of company's reputation management. Economic Annals-XXI. Volume 9-10, 50-52.

### Livres
- Деревянко, Е. Управление репутацией в бизнесе: теория, методология, инструментарий, страновые особенности. (Russian Edition) LAP LAMBERT Academic Publishing, 2018. - 336 p.
- Derevianko Olena. Reputation Management in Business: Theory, Methodology, and Country Features. (English edition) Bruxelles, European World Publishing, 2019. 287 p.
- Деревянко, Е. Опыты ясномыслия : эссе о власти, деньгах и людях эпохи постправды. Часть 1 (Russian Edition) — Кiev, Саммит-книга, 2019. — 384 p.
- Деревянко, Е. Опыты ясномыслия : эссе о власти, деньгах и людях эпохи постправды. Часть 2 (Russian Edition) — Kiev, Саммит-книга, 2019. —  352 p.